# Pinky Dinky Doo
Pinky Dinky Doo è una serie animata per bambini trasmesso negli Stati Uniti sul canale Noggin, poi divenuto Nick Jr. prodotto dalla Sesame Workshop, doppiato in spagnolo su Univision. Il programma è anche trasmesso in Regno Unito, Australia, Canada ed altre nazioni compresa l'Italia, dove è trasmesso prima da Rai YoYo e successivamente da Nickelodeon.

## Trama
La protagonista si chiama Pinky ed è un'allegra e stravagante bambina che adora inventare storie. Vive in un appartamento in città insieme ai suoi genitori mamma e papà Dinky Doo e al suo fratellino Tyler. Indossa sempre un vestito viola e i suoi capelli sono rosa  (ma lei ci tiene a precisare che il rosa non le piace per niente). Ogni volta che il piccolo Tyler si trova nei guai Pinky è subito pronta a trovare nuove idee per aiutarlo. In ogni episodio, infatti, i due ed il loro migliore amico porcellino d'India si riuniscono in una scatola chiamata "storiatola" per ascoltare le storie di Pinky che lei stessa illustra sul cartone con dei gessetti. Ciascuna storia è una fantastica avventura che termina con una lezione di vita.

## Episodi
| nº | Titolo originale                                | Titolo italiano          | Prima TV USA   | Prima TV Italia |
| -- | ----------------------------------------------- | ------------------------ | -------------- | --------------- |
| 1  | Where Are My Shoes?                             | Dove sono le mie scarpe? | 2 gennaio 2006 | 21 ottobre 2008 |
| 1  | Pinky Dinky Doo and the Outer Space Fluffy Buns |                          | 3 gennaio 2006 | 22 ottobre 2008 |

46. Il museo di Porcellino d'India
47. Il lago da salvare
48. Miss piedi di papera
49. Buon anno nuovo

## Doppiatori
| Personaggio        | Doppiatore originale | Doppiatore italiano   |
| ------------------ | -------------------- | --------------------- |
| Pinky Dinky Doo    | India Ennega         | Tiziana Martello      |
| Tyler Dinky Doo    | Allison Wachtfogel   | Daniela Fava          |
| Papà Dinky Doo     | Justin Riordan       | Luca Ghignone         |
| Mamma Dinky Doo    | Heather Dilly        | Olivia Manescalchi    |
| Porcellino d'India | Justin Riordan       | Stefano Brusa         |
| Nicholas Biscotto  | Katherine Rose Riley | Monica Bonetto        |
| Bobby Boom         | Heather Dilly        | Davide Garbolino      |
| Daphne Odorosa     | Heather Dilly        | Valentina Pallavicino |